# داتولیت
داتولیت  (به انگلیسی: Datolite) با فرمول شیمیایی CaB[4] [OH-SiO4] از مجموعه کانی هاست و از واژه یونانی Dateomai یعنی تقسیم‌کننده و lithos گرفته شده‌است. به‌طور بخشی در HCl , HNO۳ وH2SO۴ حل می‌شود CaO:۳۴٫۹۹٪ B2O۳:۲۱٫۷۸٪ SiO۲:۳۷٫۶۳٪ H2O:۵٫۶٪ برای اولین بار در آمریکا کشف شد و از نظر شکل بلور: پلاکی - منشوری، رنگ: سفید - خاکستری - متمایل به زرد، شفافیت: شفاف - نیمه شفاف، شکستگی: صدفی - نامنظم، جلا: شیشه‌ای - چرب، رخ: ناقص، سیستم تبلور: مونوکلینیک و در رده‌بندی سیلیکات است همچنین خاصیت مغناطیسی ندارد و منشأ تشکیل آن هیدروترمال - بعد از آتشفشانی است.
همایند کانی‌شناسی (پارانژ) آن سختی - چگالی - انحلال در اسیدهاکولمانیت - دنبوریت- زئولیت ها- کلسیت- پرهنیت و غیره است
، از نظر ژیزمان بلوری - آگرگات توده‌ای - دانه‌ای - شعاعی کمیاب است و بیشتر در آلمان غربی، ایتالیا، انگلستان، نروژ، سوئد، آمریکا یافت می‌شود.